# Љубенић
Љубенић (алб. Lubeniq) је насељено место у општини Пећ, на Косову и Метохији. Према попису становништва из 2011. у насељу је живело 823 становника.

## Историја
Владика рашко-призренски и каснији Патријарх српски Павле у свом извештају Светом Архијерејском Синоду СПЦ, поред осталога, наводи податак да је у овом селу 2. августа 1984. силована једна православна Српкиња од 12 година. Дошла је ујаку у посету у ово село. Насиље је извршио један Албанац.

## Становништво
Према попису из 2011. године, Љубенић има следећи етнички састав становништва:
| Националност | 2011.        |
| Албанци      | 797 (96,84%) |
| Роми         | 24 (2,92%)   |
| недоступно   | 2 (0,24%)    |
| Укупно       | 823          |

| Демографија | Демографија | Демографија |
| Година      | Становника  | Становника  |
| ----------- | ----------- | ----------- |
| 1948.       | 542         |             |
| 1953.       | 618         |             |
| 1961.       | 774         |             |
| 1971.       | 973         |             |
| 1981.       | 1.216       |             |
| 1991.       | 1.309       |             |
| 2011.       | 823         |             |